# Młyn w Zaborowie Pierwszym
Młyn w Zaborowie Pierwszym – drewniany młyn wodny nad Piasecznicą wybudowany w ostatnich latach XIX w. lub pierwszych latach XX w. Znajduje się w Zaborowie Pierwszym, w powiecie tomaszowskim, w województwie łódzkim.

## Historia miejsca
Młyny wodne w tej lokalizacji wymieniane były w źródłach już od drugiej połowy XVI w. Zachowała się pamięć o drewnianym młynie parterowym z nadbudówką, który istniał tu w XIX w. w. Był poruszany kołem wodnym nasiębiernym, był wyposażony w kamienie młyńskie, żubrownik i perlak. Przez pewien okres w sąsiedztwie młyna, po drugiej stronie rzeczki pracował tartak wodny poruszany osobnym kołem wodnym nasiębiernym. Młyn uległ zniszczeniu na skutek pożaru a jego pozostałości zostały następnie rozebrane.

## Obecny młyn

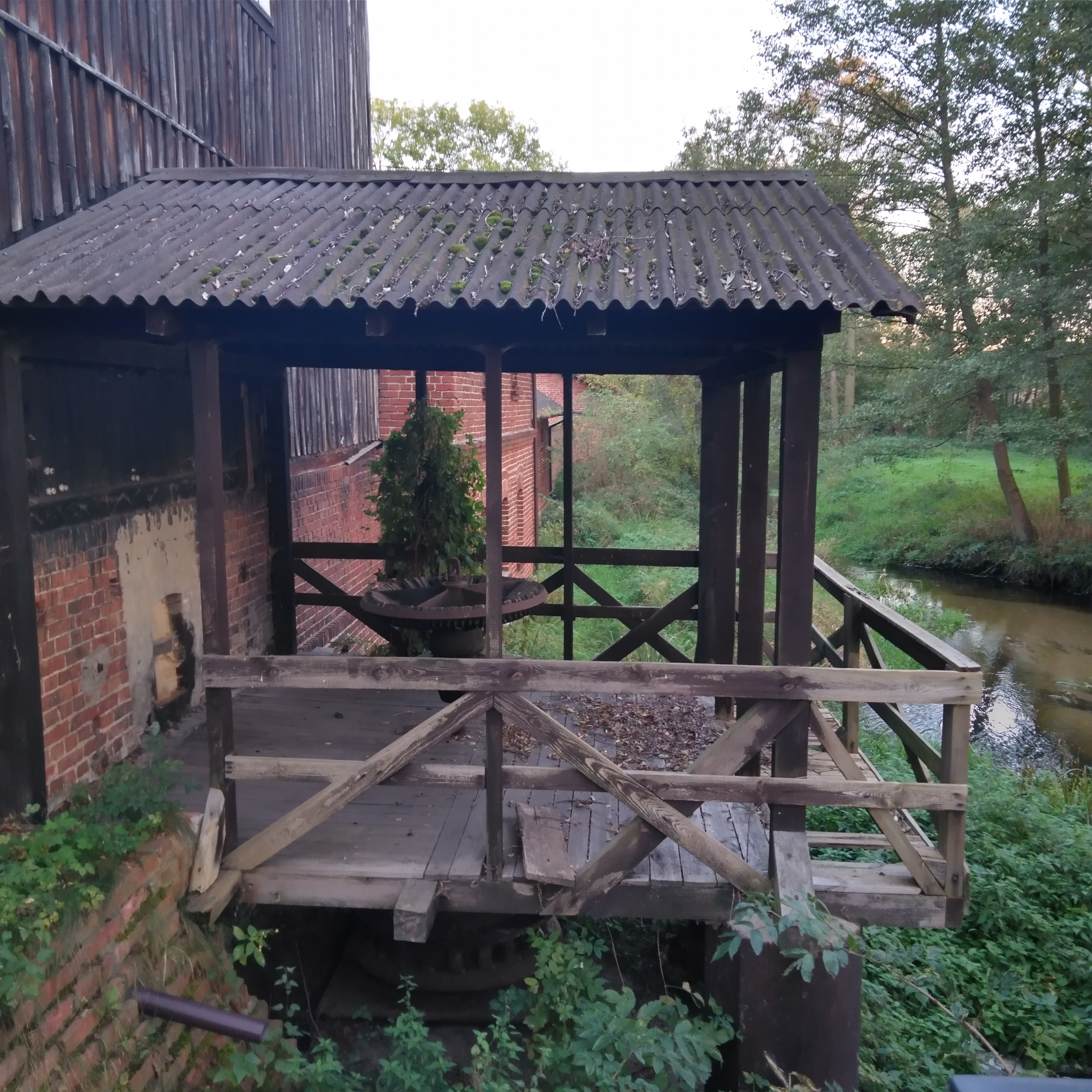
Zachowane wyposażenie turbinowni (2024).

W miejscu po zniszczonym młynie w ostatnich latach XIX w. lub pierwszych latach XX w. wybudowano obecnie istniejący młyn: początkowo jednopiętrowy, a następnie (po przebudowie) dwupiętrowy z nadbudówką budynek drewniany na fundamentach z kamienia, o konstrukcji słupowo-ryglowej, oszalowany deskami, z dachem dwuspadowym. Znaczniej później dobudowano do młyna murowany budynek gospodarczy od strony wschodniej. Początkowo był zasilany kołem wodnym nasiębiernym i wyposażony w 2 pary kamieni młyńskich, żubrownik, perlak i jagielnik. Przed I wojną światową zainstalowano turbinę wodną, a w okresie międzywojennym pierwszą parę walców. W okresie II wojny światowej był w większości czynny, jedynie na krótki okres pod koniec wojny został unieruchomiony. W okresie PRL stanowił własność prywatną. W latach 70. był czynny, a jego moc przemiałową szacowano na 4 t zboża na dobę.